# Sam Snead
Samuel Jackson „Sam“ Snead (* 27. Mai 1912 in Ashwood, Virginia; † 23. Mai 2002 in Hot Springs, Virginia) war eine der Allzeitgrößen des US-amerikanischen Golfsports und siebenfacher Major Sieger. Im Laufe seiner Karriere gewann er die Rekordanzahl von 82 Turnieren auf der nordamerikanischen PGA TOUR und etwa 70 weitere weltweit.

## Herkunft und Anfangszeit als Profi
Sam Snead wurde am 27. Mai 1912 als jüngstes von sechs Kindern geboren. Er wuchs in einfachen Verhältnissen auf. Sein Vater arbeitete als „Kofferträger, Elektriker und was weiß ich alles in einem Hotel unserer Stadt“. Zum Golf kam er auf dieselbe Weise wie viele Weltklasse-Spieler vor und nach ihm. Im Alter von sieben Jahren begann er als Caddie auf dem Golfplatz im Resort „The Homestead“ zu arbeiten. Sein eigenes Spiel begann mit seinem zwölf Jahre älteren Bruder Homer im Garten der Eltern. Mit Tomatendosen als Löchern und Stöcken als Schlägern spielten sie ihren eigenen Vier-Loch-Platz.
1934 begann Snead als Professional im Pro Shop von Homestead. Er begann damit, Schläger der Mitglieder zu reinigen und zu reparieren. Erst nach einiger Zeit durfte er auch Unterricht erteilen.

## Karriere als Profi
Snead siegte dreimal beim Masters, dreimal bei den PGA Championships und einmal bei der Open Championship. Ein US-Open-Titel blieb ihm versagt – der einzige Makel seiner beeindruckenden Erfolgsbilanz.
Snead stand im US-Team des Ryder Cups der Jahre 1937, 1947, 1949, 1951, 1953, 1955 und 1959. Er war Kapitän 1959 (playing captain) und 1969 (non-playing captain).
Erstaunlich sind die Erfolge, die er als fortgeschrittener Senior erzielen konnte. Im Alter von 62 Jahren wurde Snead mit nur drei Schlägen Rückstand Dritter der PGA Championship und mit 72 Jahren legte er auf dem Platz von The Homestead noch eine 60er Runde hin.
Snead war bekannt für sein ländliches Auftreten und Gehabe, immer mit Strohhut spielte er auch manchmal Turniere barfuß und klopfte Sprüche wie: Halte deine Groschen zusammen, bleib weg vom Whiskey, und schenke niemals einen Putt. Sein Spitzname war „Slammin’ Sammy“.
Von 1984 bis knapp vor seinem Tode 2002 machte Sam Snead den Ehrenabschlag beim Masters im Augusta National Golf Club. Er wurde dabei von seinen berühmten Kollegen Byron Nelson (bis 2001) und Gene Sarazen (bis 1999) begleitet.

## Auszeichnungen
- 1949: Player of the Year
- 1974: World Golf Hall of Fame
- 1998: PGA Tour Lifetime Achievement Award

## Rekorde
- meiste PGA Tour Siege: 82 (Rekord geteilt mit Tiger Woods)
- meiste PGA Tour Siege bei einem Event: 8-mal die Greater Greensboro Open (1938, 1946, 1949, 1950, 1955, 1956, 1960, 1965) (Rekord geteilt mit Tiger Woods)
- ältester Sieger eines PGA Tour Events: 52 Jahre, 10 Monate, 8 Tage bei den Greater Greensboro Open 1965.
- erster und jüngster PGA Tour Spieler, der sein Alter scoremäßig erreicht und unterbietet: 67 in der zweiten Runde und 66 in der Finalrunde der Quad Cities Open 1979.
- ältester Spieler der PGA Tour, der den Cut (Golf) schafft: Mit 67 Jahren, 2 Monaten und 21 Tagen bei den Manufacturers Hanover Westchester Classic 1979.

## PGA Tour Siege
- 1936: West Virginia Closed Pro
- 1937: Oakland Open, Bing Crosby Pro-Am, St. Paul Open, Nassau Open, Miami Open
- 1938: Bing Crosby Pro-Am, Greater Greensboro Open, Chicago Open, Canadian Open, Westchester 108 Hole Open, White Sulphur Springs Open, Inverness Invitational (mit Vic Ghezzi), Palm Beach Round Robin
- 1939: St. Petersburg Open, Miami Open, Miami-Biltmore Four-Ball (mit Ralph Guldahl)
- 1940: Canadian Open, Anthracite Open, Inverness Invitational Four-Ball (mit Ralph Guldahl)
- 1941: Bing Crosby Pro-Am, St. Petersburg Open, North and South Open, Canadian Open, Rochester Times Union Open, Henry Hurst Invitational
- 1942: St. Petersburg Open, PGA Championship
- 1944: Portland Open, Richmond Open
- 1945: Los Angeles Open, Gulfport Open, Pensacola Open, Jacksonville Open, Dallas Open, Tulsa Open
- 1946: Jacksonville Open, Greater Greensboro Open, The Open Championship, World Championship of Golf, Miami Open, Virginia Open
- 1948: Texas Open
- 1949: Greater Greensboro Open, The Masters, Washington Star Open, Dapper Dan Open, Western Open, PGA Championship
- 1950: Los Angeles Open, Bing Crosby Pro-Am, Smiley Quick, Dave Douglas, Texas Open, Miami Beach Open, Greater Greensboro Open, Western Open, Colonial National Invitation, Reading Open, North and South Open, Miami Open, Inverness Four-Ball Invitational (mit Jim Ferrier)
- 1951: Miami Open, PGA Championship
- 1952: The Masters, All American Open, Eastern Open, Palm Beach Round Robin, Inverness Round Robin Invitational (mit Jim Ferrier)
- 1953: Baton Rouge Open
- 1954: The Masters, Palm Beach Round Robin
- 1955: Greater Greensboro Open, Insurance City Open, Miami Open, Palm Beach Round Robin
- 1956: Greater Greensboro Open
- 1957: Dallas Open, Palm Beach Round Robin
- 1958: Dallas Open
- 1960: De Soto Open Invitational, Greater Greensboro Open
- 1961: Tournament of Champions
- 1965: Greater Greensboro Open

Major Championships sind fett gedruckt.

## Ergebnisse bei Major-Turnieren
| Tournament            | 1937 | 1938 | 1939 |
| --------------------- | ---- | ---- | ---- |
| The Masters           | 18   | T31  | 2    |
| U.S. Open             | 2    | T38  | 5    |
| The Open Championship | T11  | DNP  | DNP  |
| PGA Championship      | R16  | F    | DNP  |

| Tournament            | 1940 | 1941 | 1942 | 1943 | 1944 | 1945 | 1946 | 1947 | 1948 | 1949 |
| --------------------- | ---- | ---- | ---- | ---- | ---- | ---- | ---- | ---- | ---- | ---- |
| The Masters           | T7   | T6   | T7   | NT   | NT   | NT   | T7   | T22  | T16  | 1    |
| U.S. Open             | T16  | T13  | NT   | NT   | NT   | NT   | T19  | 2    | 5    | T2   |
| The Open Championship | NT   | NT   | NT   | NT   | NT   | NT   | 1    | DNP  | DNP  | DNP  |
| PGA Championship      | F    | QF   | 1    | NT   | DNP  | DNP  | R32  | R32  | QF   | 1    |

| Tournament            | 1950 | 1951 | 1952 | 1953 | 1954 | 1955 | 1956 | 1957 | 1958 | 1959 |
| --------------------- | ---- | ---- | ---- | ---- | ---- | ---- | ---- | ---- | ---- | ---- |
| The Masters           | 3    | T8   | 1    | T15  | 1    | 3    | T4   | 2    | 13   | T22  |
| U.S. Open             | T12  | T10  | T10  | 2    | T11  | T3   | T24  | T8   | CUT  | T8   |
| The Open Championship | DNP  | DNP  | DNP  | DNP  | DNP  | DNP  | DNP  | DNP  | DNP  | DNP  |
| PGA Championship      | R32  | 1    | R64  | R32  | QF   | R32  | QF   | R16  | 3    | T8   |

| Tournament            | 1960 | 1961 | 1962 | 1963 | 1964 | 1965 | 1966 | 1967 | 1968 | 1969 |
| --------------------- | ---- | ---- | ---- | ---- | ---- | ---- | ---- | ---- | ---- | ---- |
| The Masters           | T11  | T15  | T15  | T3   | CUT  | CUT  | T42  | T10  | 42   | CUT  |
| U.S. Open             | T19  | T17  | T38  | T42  | T34  | T24  | DNP  | DNP  | T9   | T38  |
| The Open Championship | DNP  | DNP  | T6   | DNP  | DNP  | CUT  | DNP  | DNP  | DNP  | DNP  |
| PGA Championship      | T3   | T27  | T17  | T27  | DNP  | T6   | T6   | DNP  | T34  | T63  |

| Tournament            | 1970 | 1971 | 1972 | 1973 | 1974 | 1975 | 1976 | 1977 | 1978 | 1979 |
| --------------------- | ---- | ---- | ---- | ---- | ---- | ---- | ---- | ---- | ---- | ---- |
| The Masters           | T23  | CUT  | T27  | T29  | T20  | WD   | CUT  | WD   | CUT  | CUT  |
| U.S. Open             | CUT  | DNP  | DNP  | T29  | DNP  | CUT  | DNP  | CUT  | DNP  | DNP  |
| The Open Championship | DNP  | DNP  | DNP  | DNP  | DNP  | DNP  | CUT  | DNP  | DNP  | DNP  |
| PGA Championship      | T12  | T34  | T4   | T9   | T3   | CUT  | CUT  | T54  | DNP  | T42  |

| Tournament            | 1980 | 1981 | 1982 | 1983 |
| --------------------- | ---- | ---- | ---- | ---- |
| The Masters           | CUT  | CUT  | WD   | WD   |
| U.S. Open             | DNP  | DNP  | DNP  | DNP  |
| The Open Championship | DNP  | DNP  | DNP  | DNP  |
| PGA Championship      | WD   | WD   | DNP  | DNP  |

NT = Kein Turnier ausgetragen

DNP = nicht angetreten

WD = zurückgezogen

CUT = am Cut gescheitert

„T“ geteilter Rang

R## – Runde der letzten 16, 32 etc. Die PGA Championship wurde vor 1958 als Matchplay ausgetragen.

QF – Viertelfinale

SF – Halbfinale

## Senior-Turniersiege
- 1963: PGA Seniors’ Championship
- 1964: World Seniors
- 1965: PGA Seniors’ Championship, World Seniors
- 1967: PGA Seniors’ Championship
- 1970: PGA Seniors’ Championship, World Seniors
- 1972: PGA Seniors’ Championship, World Seniors
- 1973: PGA Seniors’ Championship, World Seniors
- 1980: Golf Digest Commemorative Pro-Am
- 1982: Legends of Golf (mit Don January)